# Discovery, Inc.
Discovery, Inc. (tên trước đây là Discovery Communications) là một công ty truyền thông đại chúng có trụ sở chính tại Thành phố New York, Hoa Kỳ, thành lập lần đầu vào năm 1985.
Các công ty chủ yếu hoạt động thực tế mạng truyền hình như tên gọi của nó Discovery Channel, Animal Planet, Investigation Discovery, Science, TLC và các kênh phụ khác. Trong Ngày 2018, công ty hoàn thành việc mua lại của Scripps Networks Interactive, mà bổ sung các kênh như Food Network, HGTV và Travel Channel vào mạng lưới của hãng. Các công ty kết hợp hoạt động năm trong mười kênh truyền hình cáp được phụ nữ xem nhiều nhất Hoa Kỳ.

## Lịch sử
Tên gọi của công ty, Discovery Channel, lần đầu tiên ra mắt vào ngày 17 tháng 6 năm 1985. Trong năm 1991, các chủ sở hữu Discovery Channel mua lại The Learning Channel.
Trong tháng 10 năm 1996, Discovery đưa ra một số kênh phụ mới, bao gồm Animal Planet, và các kỹ thuật số kênh truyền hình cáp Discovery Kids, Discovery Travel & Living, Discovery Civilization, và Science Channel. Tiếp theo đó là những năm 1997 mua một 70% cổ phần trong Travel Channel, và những năm 1998 ra mắt của Discovery en Español, Discovery Wings, và Discovery Health Channel. Cũng trong năm 1998, Discovery mua cổ phần trong CBS Eye on People, Discovery cuối cùng mua lại phần còn lại của CBS cổ phần của hàng đầu của nó tháng năm 1999 tái khởi động như khám Discovery People. kênh đã lặng lẽ được bỏ năm 2000, được thay thế bởi các kênh do Discovery cung cấp.
Tháng 1 năm 2001, Discovery Communications mua The Health Channel, và thông báo rằng nó sẽ đổi tên thương hiệu này thành FitTV. Trong năm 2002, Discovery đã ra mắt lại Discovery Civilization với tên Discovery Times, trong một liên doanh với The New York Times. Trong tháng 6 năm 2002, trùng với Discovery thứ 17 của kỷ niệm công ty đưa ra một kênh 24/7 độ nét cao được gọi là Discovery HD Theater.
Tháng 3 năm 2007, Discovery bán cổ phần của mình Travel Channel lại cho Cox Communications, trao đổi với các cổ phần trong Discovery mà Cox sở hữu. Cox sau này bán cổ phần trong kênh này cho Scripps Networks Interactive năm 2009. Tháng 6 năm 2008, Discovery Home đã được thay thế bằng Planet Green, một kênh chủ yếu dành cho đời sống sinh thái và môi trường học.
Vào ngày 30 tháng 4, năm 2009, Discovery công bố liên doanh với Hasbro khởi động lại để thay đổi kênh Discovery Kids. Kênh được đổi tên là The Hub, và bắt đầu phát sóng vào tháng 10 năm 2010.
Vào ngày 6 tháng 3 năm 2018, công ty đã được đổi tên thành Discovery Inc. 

## Hoạt động trên toàn cầu
Discovery có các trụ sở đặt tại Singapore, Warsaw, Miami, London, Mumbai.
| Kênh truyền hình, năm 2015           | Năm khởi động          | Số hộ gia đình theo dõi trên toàn cầu | Ghi chú                                                                                      |
| ------------------------------------ | ---------------------- | ------------------------------------- | -------------------------------------------------------------------------------------------- |
| Discovery Channel                    | 1982                   | 436 triệu                             |                                                                                              |
| Animal Planet                        | 1997                   | 347 triệu                             |                                                                                              |
| TLC                                  |                        | 344 triệu                             |                                                                                              |
| Investigation Discovery              |                        | 153 triệu                             |                                                                                              |
| Eurosport 1                          | Mua lại trong năm 2014 | 151 triệu                             |                                                                                              |
| Discovery Kids                       | 1996                   | 121 triệu                             |                                                                                              |
| DMAX                                 | 2006                   | 103 triệu                             | Khởi động: năm 2006 tại Đức, năm 2008 tại Anh và Ai-len, năm 2011 tại Ý, năm 2014 tại châu Á |
| Discovery Science                    | 1997                   | 102 triệu                             |                                                                                              |
| Discovery Turbo/Discovery Turbo Xtra | 2005                   | 96 triệu                              |                                                                                              |
| Eurosport 2                          |                        | 70 triệu                              |                                                                                              |
| Discovery Home & Health              | 2000                   | 65 triệu                              |                                                                                              |
| Discovery World                      | 1998                   |                                       |                                                                                              |

Discovery cũng sản xuất các kênh Living Channel và Food TV ở New Zealand.